# 阿賢移那斯
阿賢移那斯（あけんえなし、生没年不詳）は、6世紀中ごろの倭系の安羅人。任那日本府の実務担当者である「執事」。名は延那斯とも。

## 概要
河内直、佐魯麻都らとともに佐魯那奇他を祖先にもつ。541年、新羅と通じて百済の聖明王の招集に応じず、任那復興を妨げたという理由で、聖明王は阿賢移那斯の排斥を欽明天皇に求めている。
佐魯麻都と阿賢移那斯は常に連帯して行動しているため、兄弟の可能性がある。